# Ascó
Ascó – gmina w Hiszpanii, w prowincji Tarragona, w Katalonii, o powierzchni 74,32 km². W 2011 roku gmina liczyła 1680 mieszkańców.